# 배터리 파크

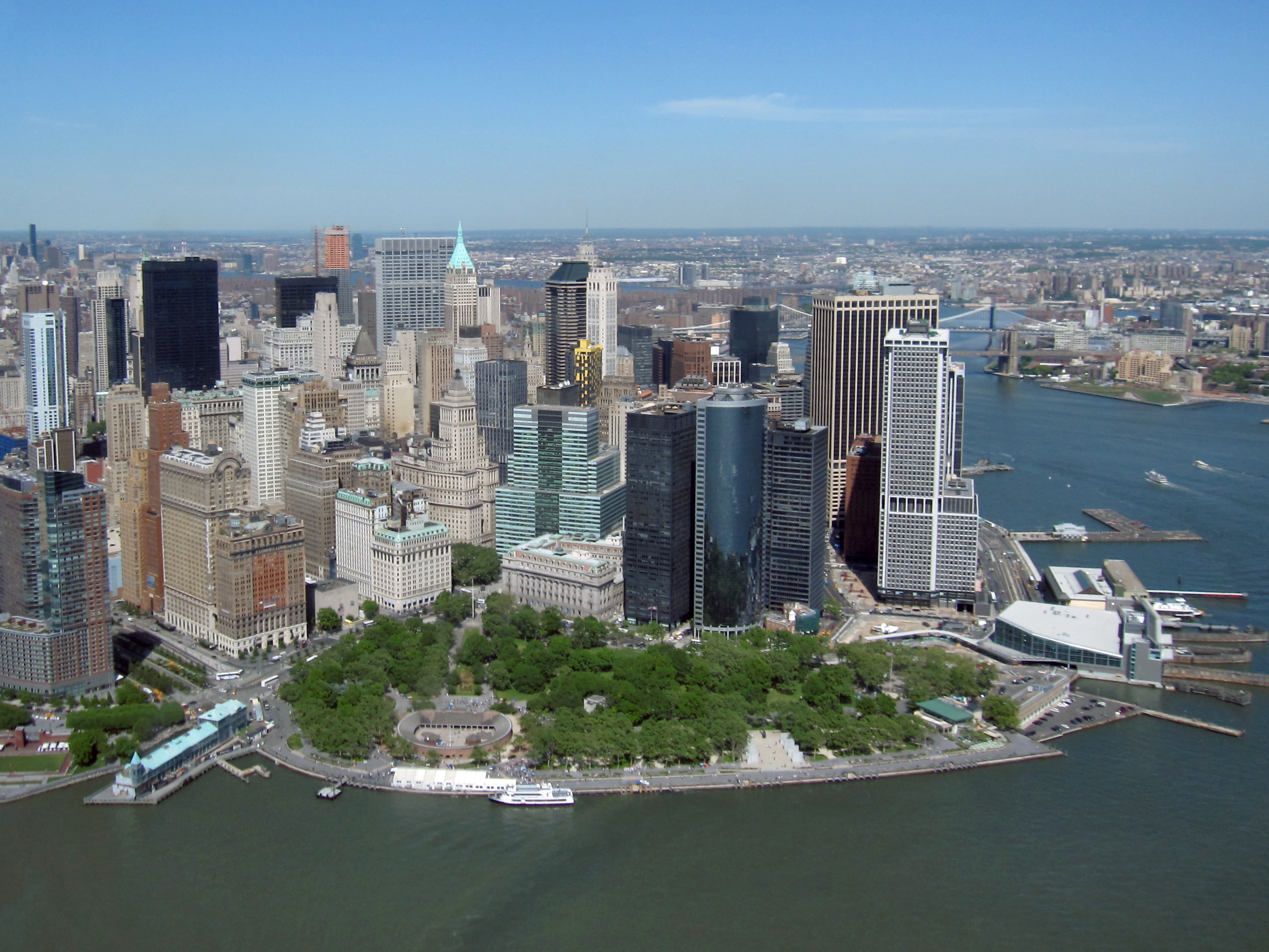
배터리 파크

배터리 파크(Battery Park)는 미국 뉴욕주 뉴욕 맨해튼 남쪽에 위치한 공원이다. 리버티섬으로 가는 페리를 탈 수 있다. 1683년 영국군에 의해 포대가 설치되었으며, 현 지명의 유래가 되었다.